# Švábovce
Švábovce (em alemão: Schwabsdorf; húngaro: Svábfalva) é um município da Eslováquia, situado no distrito de Poprad, na região de Prešov. Tem 9,17 km² de área e sua população em 2018 foi estimada em 1.551 habitantes.

## Demografia
| Ano:        | 1994 | 2004    | 2014    | 2024    |
| ----------- | ---- | ------- | ------- | ------- |
| Broj ljudi: | 929  | 1081    | 1431    | 1670    |
| Razlika:    |      | +16,36% | +32,37% | +16,70% |

| Ano:               | 2023 | 2024   |
| ------------------ | ---- | ------ |
| Número de pessoas: | 1643 | 1670   |
| Diferença:         |      | +1,64% |